# Sauville (Ardennes)
Sauville is een gemeente in het Franse departement Ardennes in de regio Grand Est en telt 189 inwoners (1999). De plaats maakt deel uit van het arrondissement Vouziers.

## Geschiedenis
Sauville maakte deel uit van het kanton Le Chesne tot dit op 22 maart 2015 werd opgeheven en de gemeenten werden opgenomen in het kanton Vouziers.

## Geografie
De oppervlakte van Sauville bedraagt 15,3 km², de bevolkingsdichtheid is 12,4 inwoners per km².
De onderstaande kaart toont de ligging van Sauville (Ardennes) met de belangrijkste infrastructuur en aangrenzende gemeenten.

## Demografie
Onderstaande figuur toont het verloop van het inwonertal (bron: INSEE-tellingen).

Vanwege een beveiligingsprobleem met de MediaWiki Graph-software is het momenteel niet mogelijk deze grafiek weer te geven. Zodra de software is bijgewerkt zal de grafiek vanzelf weer zichtbaar worden.

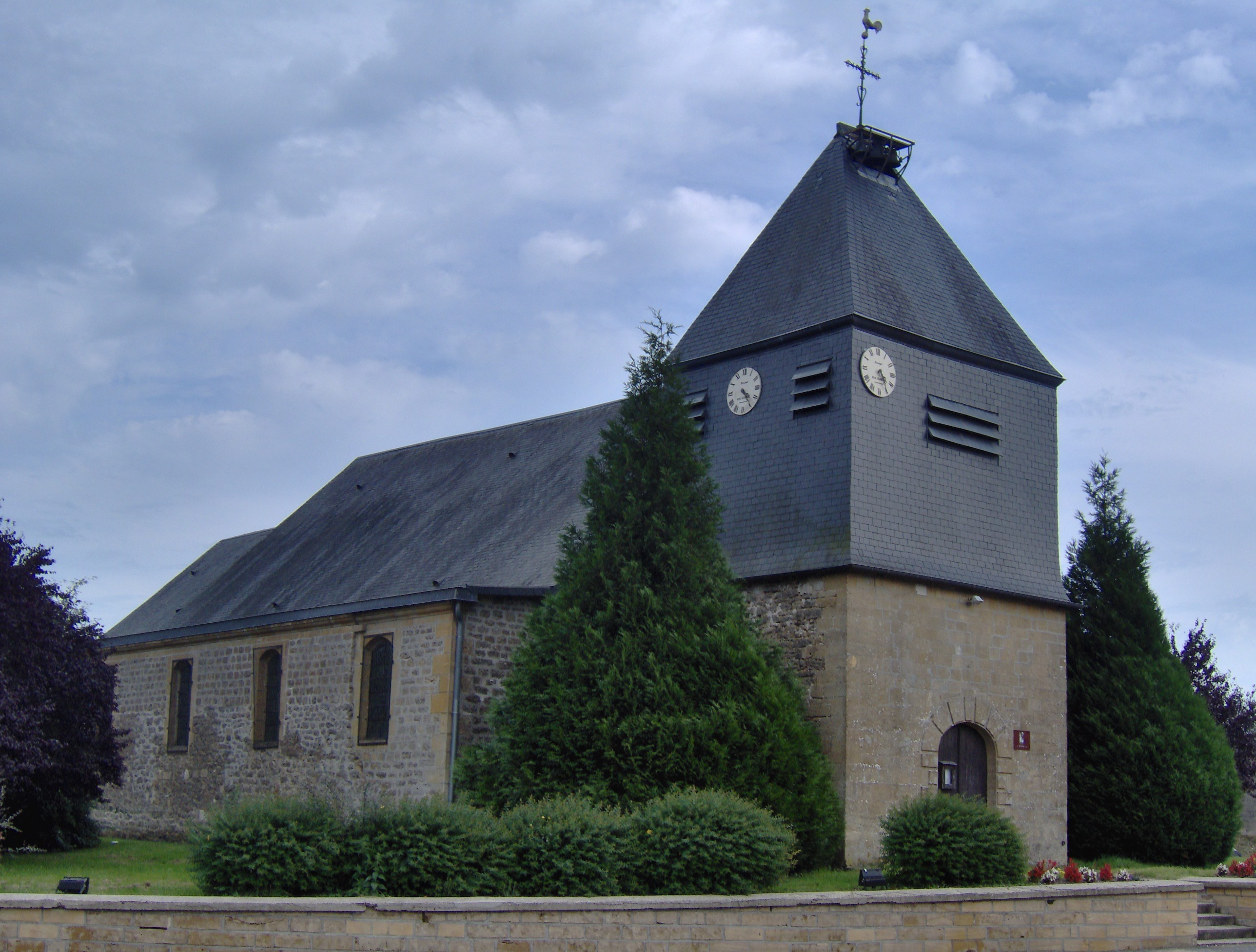
De kerk van Sauville
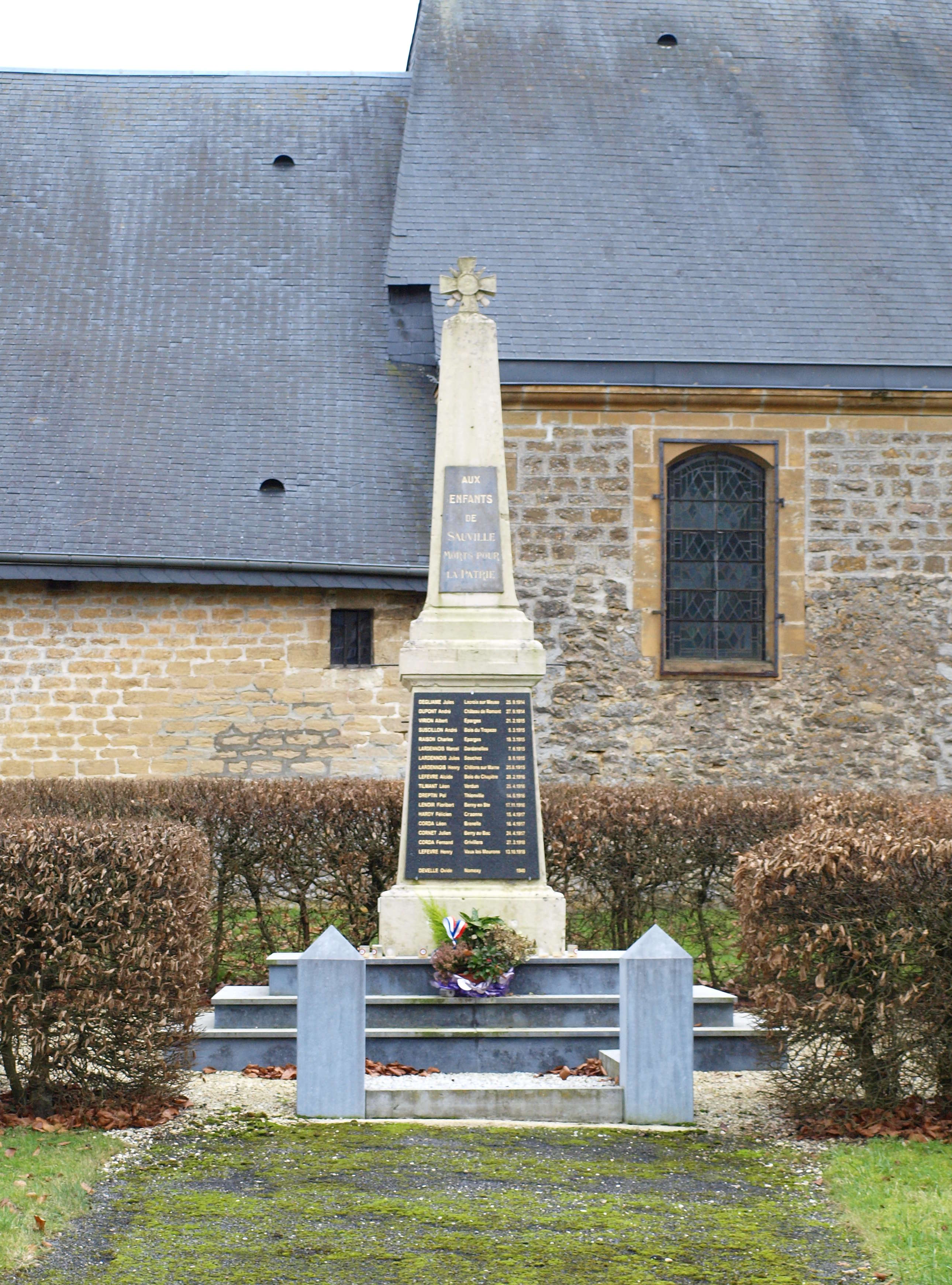
Het oorlogsmonument
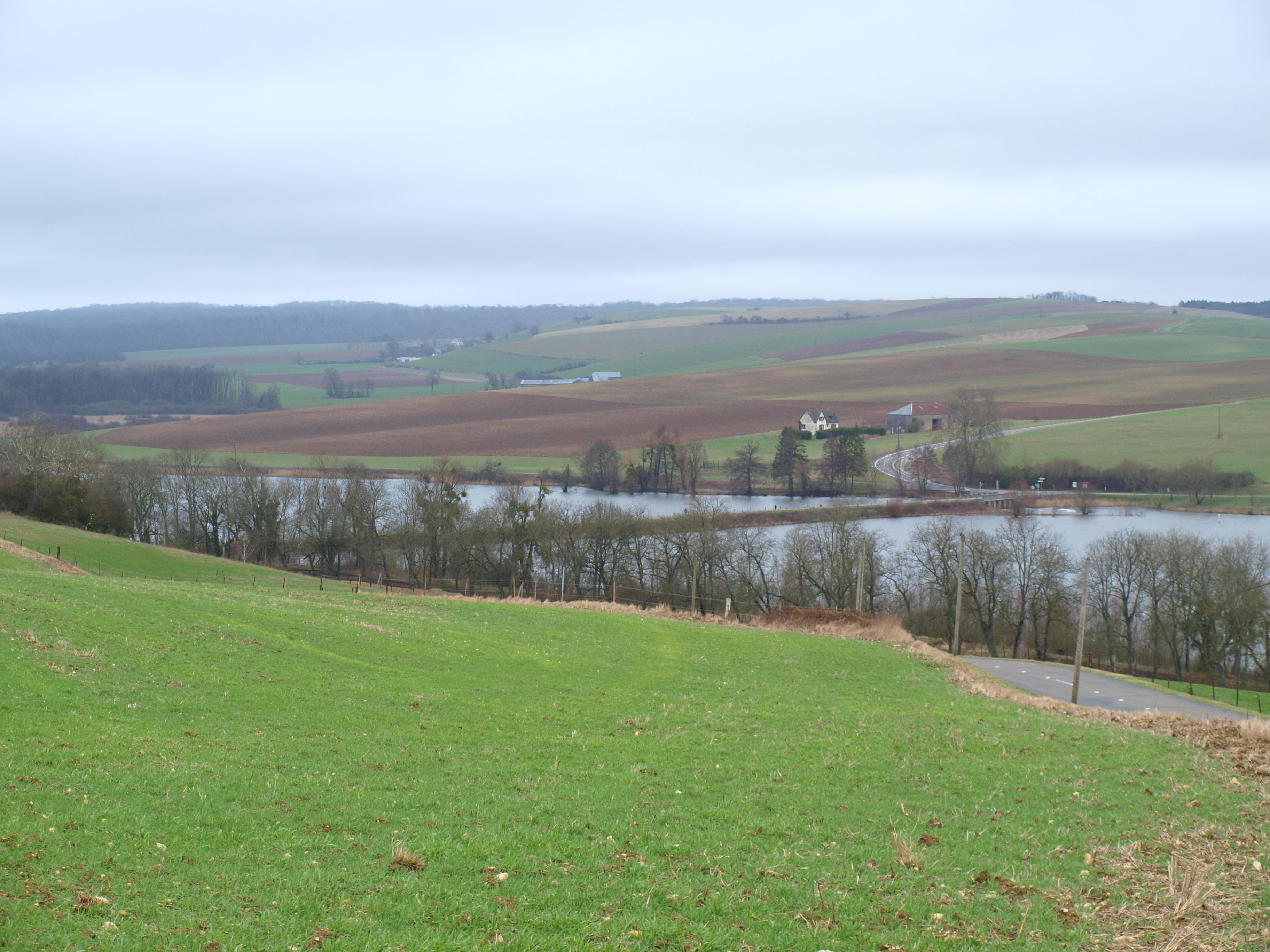
Meer van Bairon